# Marcelo Romero
Clever Marcelo Romero Silva (nacido el 4 de julio de 1976 en Montevideo) es un exfutbolista y entrenador uruguayo, nacionalizado español. Actualmente se encuentra sin equipo. Es padre del jugador Manuel Romero Santiago, un lateral izquierdo quien actualmente se desempeña en el Cadete A del Real Madrid C. F., y ha firmado su primer contrato profesional con el Real Madrid C. F. el 27 de mayo de 2025. 

## Trayectoria

### Como futbolista
Comenzó su carrera jugando en el Defensor Sporting y en Peñarol entre los años (1994-2001). En el verano de 2001 fue fichado por el Málaga CF, equipo donde coincidió con su compatriota Darío Silva.
Marcelo Romero jugó dos partidos en la Copa Mundial de Fútbol 2002. También participó con Uruguay en la fase de clasificación para la Copa Mundial de Fútbol 2006, para la que finalmente Uruguay no se clasificó. 

### Como entrenador
Desde la temporada 2011/2012 ejerció como entrenador del 1ª Provincial Juvenil A del Alhaurín de la Torre C.F. Durante un entrenamiento se fracturó el tendón rotuliano de la pierna izquierda en un partido de entrenamiento de su equipo contra el equipo de 3ª División.
En octubre de 2012, pasó a ser entrenador de la primera plantilla del Alhaurín de la Torre C.F., en el grupo IX de la Tercera División española.
En verano de 2014 se anunció su fichaje como segundo entrenador y adjunto de Javi Gracia en el Málaga CF, cargo que ostentaría durante las temporadas 2014-2015 y 2015-2016.
En la temporada 2016-2017 comenzó como ayudante de Juande Ramos; pero el 28 de diciembre de 2016, tras la dimisión de este, Romero se convirtió en nuevo entrenador del Málaga CF. donde lo dirigió en 10 partidos y acomulo una racha negativa de 1 victoria, 2 empates y 7 derrotas, Finalmente el 7 de marzo de 2017 deja de ser entrenador del Málaga CF por la mala campaña que desempeñaba el club.

## Clubes

### Como jugador
| Club              | País    | Año       |
| ----------------- | ------- | --------- |
| Defensor Sporting | Uruguay | 1994-1996 |
| C. A. Peñarol     | Uruguay | 1996-2001 |
| Málaga C. F.      | España  | 2001-2007 |
| Lucena C. F.      | España  | 2008      |

### Como entrenador
| Club                                | País   | Año     |
| ----------------------------------- | ------ | ------- |
| Alhaurín de la Torre CF (Juvenil A) | España | 2011-12 |
| Alhaurín de la Torre CF             | España | 2012-13 |
| Málaga CF (2º entrenador)           | España | 2014-16 |
| Málaga CF                           | España | 2017    |

## Palmarés

### Campeonatos nacionales
| Título              | Club    | País    | Año  |
| ------------------- | ------- | ------- | ---- |
| Campeonato Uruguayo | Peñarol | Uruguay | 1996 |
| Campeonato Uruguayo | Peñarol | Uruguay | 1997 |
| Campeonato Uruguayo | Peñarol | Uruguay | 1999 |

### Torneos internacionales
| Título                    | Club   | País   | Año  |
| ------------------------- | ------ | ------ | ---- |
| Copa Intertoto de la UEFA | Málaga | España | 2002 |